# Jean Soulat
Pour les articles homonymes, voir Soulat.
 (janvier 2023).
La mise en forme du texte ne suit pas les recommandations de Wikipédia : il faut le « wikifier ».
Les points d'amélioration suivants sont les cas les plus fréquents :
- Les titres sont pré-formatés par le logiciel. Ils ne sont ni en capitales, ni en gras.
- Le texte ne doit pas être écrit en capitales (les noms de famille non plus), ni en gras, ni en italique, ni en « petit »…
- Le gras n'est utilisé que pour surligner le titre de l'article dans l'introduction, une seule fois.
- L'italique est rarement utilisé : mots en langue étrangère, titres d'œuvres, noms de bateaux, etc.
- Les citations ne sont pas en italique mais en corps de texte normal. Elles sont entourées par des guillemets français : « et ».
- Les listes à puces sont à éviter, des paragraphes rédigés étant largement préférés. Les tableaux sont à réserver à la présentation de données structurées (résultats, etc.).
- Les appels de note de bas de page (petits chiffres en exposant, introduits par l'outil «  Source ») sont à placer entre la fin de phrase et le point final[comme ça].
- Les liens internes (vers d'autres articles de Wikipédia) sont à choisir avec parcimonie. Créez des liens vers des articles approfondissant le sujet. Les termes génériques sans rapport avec le sujet sont à éviter, ainsi que les répétitions de liens vers un même terme.
- Les liens externes sont à placer uniquement dans une section « Liens externes », à la fin de l'article. Ces liens sont à choisir avec parcimonie suivant les règles définies. Si un lien sert de source à l'article, son insertion dans le texte est à faire par les notes de bas de page.
- La présentation des références doit suivre les conventions bibliographiques. Il est recommandé d'utiliser les modèles {{Ouvrage}}, {{Chapitre}}, {{Article}}, {{Lien web}} et/ou {{Bibliographie}}. Le mode d'édition visuel peut mettre en forme automatiquement les références.
- Insérer une infobox (cadre d'informations à droite) n'est pas obligatoire pour parachever la mise en page.

Pour une aide détaillée, merci de consulter Aide:Wikification.
Si vous pensez que ces points ont été résolus, vous pouvez retirer ce bandeau et améliorer la mise en forme d'un autre article.
 (janvier 2023).
L'article doit être relu — et modifié si nécessaire — par des contributeurs indépendants pour apporter un regard critique aux contributions effectuées en violation des conditions d'utilisation de Wikipédia, tant sur la forme (notamment concernant le style encyclopédique, la proportionnalité) que sur le fond (la neutralité de point de vue, la qualité et l'indépendance des sources).
Jean Soulat, né le 9 août 1985 à Lomme, est un archéologue, chercheur et dessinateur français. Il vit près de Fontainebleau (Seine-et-Marne).

## Biographie
Jean Soulat est né le 9 août 1985 à Lomme. Passionné de dessin, de paléontologie et d’archéologie, il se tourne vers l’archéologie dès l’âge de 15 ans. Il pratique l’archéologie lors de fouilles programmées dans le sud de la France. 
À la suite de son cursus universitaire tourné essentiellement vers l’archéologie du haut Moyen Âge, il devient spécialiste du mobilier métallique pour la période.
En 2008, il est rattaché comme chercheur associé au Centre Michel de Boüard de l’Université de Caen Normandie (UMR 6273 – CRAHAM – CNRS). En 2012, il devient archéologue, responsable d'opération en archéologie médiévale au Service archéologique des Yvelines. 
Recruté au sein du Laboratoire LandArc en 2013, il supervise les études de culture matérielle de la période mérovingienne à l’époque contemporaine. 
Après avoir soutenu sa thèse en 2015 à l'Université Paris 1 Panthéon-Sorbonne, il s’intéresse à l’archéologie moderne et coloniale avec l’étude des contacts transatlantiques. En 2016, il monte le programme de recherche Connexions transatlantiques avec Adelphine Bonneau [archive] (Sherbrooke Université, Canada). Jean Soulat obtient en 2017 la Chaire de mobilité du Centre de recherche Cultures-Arts-Société (CELAT) de l’Université Laval de Québec au titre de chercheur invité. Sur ce thème, un colloque international est organisé à l'Université de Caen en 2019.
En lien avec cette thématique, il développe en France l’archéologie de la piraterie. Avec John de Bry (Center for Historical Archaeology) et Alexandre Coulaud (Inrap), il monte en 2019 le programme de recherche et l’association du même nom : Archéologie de la Piraterie. Dans le cadre de ses recherches, en 2019 puis en 2021, il réexamine avec Yann von Arnim l’épave du Speaker, navire pirate coulé en 1702 au large de l’île Maurice. Il dirige également la 1re mission archéologique terrestre sur l’île Sainte-Marie à Madagascar en mai 2022. 
Depuis 2022, il est rattaché comme chercheur associé au Laboratoire ArchAm, Archéologie des Amériques, à l'Université Paris 1 Panthéon-Sorbonne (UMR 8096 - CNRS).

## Cursus universitaire
Après l’obtention de sa Licence d’Archéologie à l’Université Paul Valéry Montpellier III, il mène son Master d’Archéologie Médiévale à l’Université Paris 1 Panthéon-Sorbonne entre 2006 et 2008 dont le sujet était L’étude du mobilier archéologique de type saxon et anglo-saxon dans la moitié nord de la Gaule mérovingienne. Soutenu en 2008, Jean Soulat publie son Master en 2009 dans les Mémoires de l’Association Française d’Archéologie Mérovingienne (AFAM). 
Il poursuit ses études avec un doctorat, toujours en archéologie du haut Moyen Âge à l’Université Paris 1 sur les Contacts transmanche aux Ve – VIIe siècles à travers la présence du mobilier de type mérovingien dans le sud-est de l’Angleterre, spécifiquement dans les sépultures du Kent. Soutenue en décembre 2015, cette thèse a été publiée en 2018 aux éditions Mergoil.

## Domaines de recherche

### Archéologie médiévale
Grâce à son travail sur les relations transmanche et l’analyse du mobilier funéraire anglo-saxon et mérovingien, Jean Soulat devient spécialiste du petit mobilier archéologique du haut Moyen Âge. 
Durant son Master, il a travaillé avec le Dr Svante Fischer [archive] de l'Université d'Uppsala, Suède. Ensemble, ils ont étudié les objets comportant des inscriptions runiques en France, en Angleterre et en Scandinavie, notamment sur les pommeaux d'épée mérovingiens des sépultures de Saint-Dizier (Haute-Marne) et publié un ouvrage intitulé Les Seigneurs des Anneaux aux bulletins Hors-Série de l'AFAM. Dans ce cadre, Jean Soulat a obtenu une bourse mobilité de l’Université d’Uppsala (Suède) en décembre 2007 au titre de chercheur invité et a participé à ces premiers colloques internationaux avec la Sachsensymposium. Jean Soulat a étudié les pommeaux d'épées du Staffordshire Hoard. Avec Svante Fischer, ils ont présenté une première synthèse de leur recherche au colloque international qui s'est tenue au British Museum en 2010. 
Parallèlement à son cursus universitaire, il a participé à de très nombreuses études spécialisées dans le domaine de l’archéologie préventive et programmée pour divers opérateurs archéologiques comme l'Inrap, le Ministère de la Culture, le CNRS, les collectivités territoriales et quelques entreprises privés. 
Parmi ses recherches, on peut évoquer le mobilier venant du quartier artisanal du port alto-médiéval de Quentovic à La Calotterie (Pas-de-Calais) pour lequel Jean Soulat a écrit quelques contributions scientifiques.
Dans ce domaine de recherche, Jean Soulat a écrit et co-écrit une cinquantaine d'articles et six ouvrages sur le sujet. Il a également participé à de nombreux séminaires universitaires, colloques et présenté des conférences en France, en Europe et notamment en Scandinavie.

### Archéologie des Outre-mer
Depuis 2016, Jean Soulat étudie le mobilier archéologique localisé dans les territoires ultramarins aux Antilles et en Guyane française pour l'Inrap et le Ministère de la Culture. 
Depuis 2019, il a monté un programme de réexamen du mobilier métallique de l’habitation Loyola à Rémire-Montjoly, Guyane (DAC Guyane, CTRA Outre-mer, Laboratoire LandArc, APPAAG). Dans ce domaine, il a publié plusieurs articles et présenté quelques conférences en colloque.

### Archéologie de la Piraterie
En 2019, Jean Soulat a créé avec John de Bry et Alexandre Coulaud le programme de recherche Archéologie de la Piraterie notamment soutenu par le Craham de l'Université de Caen. Ce programme a pour but de valoriser les investigations dans le domaine et les futures recherches (missions archéologiques et publications scientifiques) sur une aire géographique large, de l'espace caribéen à l’océan Indien. Il repose sur la base d’une association loi 1901 ADLP – Archéologie de la Piraterie. En novembre 2019, Jean Soulat a dirigé et publié un ouvrage collectif international Archéologie de la Piraterie des XVIIe – XVIIIe siècles. Etude de la vie quotidienne des flibustiers de la mer des Caraïbes à l'océan Indien publié aux éditions Mergoil où 21 articles sont présentés. 
En mars 2019 et novembre 2021, Jean Soulat et Yann von Arnim organisent deux missions de recherche à l'île Maurice pour réexaminer les vestiges de l'épave du Speaker, frégate française prise par les pirates de John Bowen le 16 avril 1700 et coulée le 7 janvier 1702 sur la côte est de l'île Maurice. Ils publient en avril 2022, Speaker 1702. Histoire et archéologie d'un navire pirate coulé à l'île Maurice aux éditions ADLP. 
En mai 2022, Jean Soulat, John de Bry et Jean-Aimé Rakotoarisoa développent une mission archéologique sur l'île Sainte-Marie à Madagascar. L'objectif de cette campagne inédite est de mettre en évidence les occupations terrestres pirates de la baie d'Ambodifotatra. 
Les deux missions archéologiques de l'île Maurice et de l'île Sainte-Marie dirigées par Jean Soulat sont au centre d'un documentaire produit par Gedeon Programmes pour Arte, La véritable histoire des pirates (réal. S. Bégoin). 
Dans ce domaine de recherche, Jean Soulat a écrit et co-écrit 19 articles et deux ouvrages. Il a également participé à plusieurs séminaires universitaires et présenté des conférences en France, à l'île Maurice et à Madagascar.

## Activité de dessin
En 2022, il publie son premier livre pour enfants, Capitaine Barbe-Grise. Lumière sur le mythe pirate, tome 1, aux éditions ADLP.

## Ouvrages
- Svante Fischer, Jean Soulat, Marie-Cécile Truc, Jean-Pierre Lémant et Helena Victor, « Les Seigneurs des Anneaux » Inscriptions runiques de France, volume 1, Association française d'Archéologie méroviginenne, coll. « Bulletin de liaison de l'AFAM » (no 2, hors-série), 2008 (ISSN 0755-6330)
- Jean Soulat, Le matériel archéologique de type saxon et anglo-saxon en Gaule mérovingienne, Association Française d'Archéologie Mérovingienne, coll. « Mémoires / Association Française d'Archéologie Mérovingienne », 2012 (ISBN 978-2-9524032-5-2)
- Ian Riddler, Jean Soulat et Lynne Keys, Le témoignage de la culture matérielle: mélanges offerts au professeur Vera Evison, Éditions Mergoil, coll. « Europe médiévale », 2016 (ISBN 978-2-35518-060-6)
- Solenn de Larminat, Rémi Corbineau, Alexis Corrochano, Yves Gleize et Jean Soulat, Rencontre autour de nouvelles approches de l'archéologie funéraire: actes de la 6e Rencontre du Gaaf, à Paris, Institut national d'histoire de l'art, les 4 et 5 avril 2014, Groupe d'anthropologie et d'archéologie funéraire, coll. « Publication du Gaaf », 2017 (ISBN 978-2-9541526-3-9)
- Jean Soulat, Le mobilier funéraire de type franc et mérovingien dans le Kent et sa périphérie, Éditions Mergoil, 2018 (ISBN 9782355180781)
- Jean Soulat, « Samois-sur-Seine – Clos Farry, chemin du Puits Bardin », ADLFI. Archéologie de la France - Informations. une revue Gallia,‎ 26 novembre 2021 (ISSN 2114-0502, lire en ligne, consulté le 24 janvier 2024)
- Jean Soulat, Gilbert Buti et Philippe Hrodej, Archéologie de la piraterie des XVIIe – XVIIIe siècles: étude de la vie quotidienne des flibustiers de la mer des Caraïbes à l'océan Indien, Éditions Mergoil, 2019 (ISBN 978-2-35518-100-9)
- Jérôme Hernandez, Laurent Schneider et Jean Soulat, L'habitat rural du haut Moyen âge en France, Ve – XIe siècles: dynamiques du peuplement, formes, fonctions et statuts des établissements actes des 36e Journées internationales d'archéologie mérovingienne de l'AFAM, Montpellier, Musée archéologique de Lattes, 1er-3 octobre 2015, Centre d'archéologie médiévale du Languedoc, coll. « Mémoires de l'AFAM », 2020 (ISBN 978-2-918365-23-5)
- Jean Soulat et Yann von Arnim, Speaker 1702: Histoire et archéologie d'un navire pirate coulé à l'île Maurice, Editions ADLP, 2022 (ISBN 978-2-9581732-1-0)
- Jean Soulat, Pirates, Alisio histoire, 2023 (ISBN 978-2-37935-391-8)

## Presses et interventions radio
- La Fabrique de l’Histoire, France Culture, 28/03/2019 – La Grande-Bretagne, l’Europe et les autres (4/4). Quatre histoires de la Manche[13]
- La Fabrique de l’Histoire, France Culture, 13/05/2019 – Une histoire de la piraterie (3/4). Epaves, trésors engloutis : que nous dit l’archéologie ?[14]
- Dossiers d'Archéologie Magazine, juillet-août 2019, n° 394
- Carbone 14, France Culture, 05/02/2022 – À l’abordage : archéologie de la piraterie[15]
- Archéologia Magazine, avril 2022, n° 608
- Archéologia Magazine, décembre 2022, n° 615[16]
- Les Savanturiers, France Inter, 07/01/2023 – Sur les traces des pirates avec l’archéologue Jean Soulat[17]